# Saison 1975-1976 de snooker
Navigation
1974-1975 1976-1977
La saison 1975-1976 de snooker est la 8e saison de snooker. Elle regroupe 9 tournois organisés par la WPBSA entre le 1er aout 1975 et le 11 mai 1976.

## Nouveautés
- L'établissement d'un ordre du mérite à l'issue du championnat du monde 1975[1] est utilisé pour définir les têtes de série des tournois de cette saison.
- L'Open Watney et l'Open Norwich Union ne sont pas reconduits.
- Tenue ponctuelle du Masters des clubs canadiens.
- Le championnat du monde est de nouveau organisé en Angleterre en avril 1976. Il s'agit du tout premier tournoi classé de l'histoire du snooker.

## Calendrier
| C = Tournoi classé (professionnel)              |
| NC = Tournoi non classé (professionnel)         |
| P/A = Tournoi pro-am (professionnel et amateur) |

| Dates (mois-jour) | Dates (mois-jour) | Tournoi                            | Lieu        | Site                                 | Cat. | Vainqueur      | Finaliste          | Score | Références |
| 08–01             | 08–29             | Championnat d'Australie            | Wagga Wagga | Wagga RSL Club                       | NC   | Eddie Charlton | Dennis Wheelwright | 31–10 | [ 2 ]      |
| 09–??             | 09–??             | Open du Canada                     | Toronto     | Canadian National Exhibition Stadium | NC   | Alex Higgins   | John Pulman        | 15–7  | [ 3 ]      |
| 01–??             | 01–??             | Pot Black                          | Birmingham  | Studios Pebble Mill                  | NC   | John Spencer   | Dennis Taylor      | 1-0   | ,          |
| 01–26             | 01–30             | Masters                            | Londres     | New London Theatre                   | NC   | Ray Reardon    | Graham Miles       | 7–3   | ,          |
| 02–21             | 02–21             | Trophée d'Irlande Benson & Hedges  | Dublin      | National Boxing Stadium              | NC   | John Spencer   | Alex Higgins       | 5–0   | [ 8 ]      |
| 04-11             | 04-23             | Championnat du monde               | Manchester  | Wythenshawe Forum                    | C    | Ray Reardon    | Alex Higgins       | 27-16 | ,          |
| 05-01             | 05-08             | Tournoi Pontins professionnel      | Prestatyn   | Pontins                              | NC   | Ray Reardon    | Fred Davis         | 10–9  | [ 11 ]     |
| 05-01             | 05-08             | Tournoi Pontins pro-am (printemps) | Prestatyn   | Pontins                              | P/A  | Doug Mountjoy  | Lance Pibworth     | 7-1   | [ 11 ]     |
| 05-08             | 05-11             | Masters des clubs canadiens        | Leeds       | Northern Snooker Centre              | NC   | Alex Higgins   | Ray Reardon        | 6–4   | [ 12 ]     |

## Ordre du mérite
| No. | Nom                  |
| --- | -------------------- |
| 1   | Ray Reardon          |
| 2   | Eddie Charlton       |
| 3   | Alex Higgins         |
| 4   | Rex Williams         |
| 5   | Graham Miles         |
| 6   | John Spencer         |
| 7   | Fred Davis           |
| 8   | Gary Owen            |
| 9   | Dennis Taylor        |
| 10  | Cliff Thorburn       |
| 11  | John Pulman          |
| 12  | John Dunning         |
| 13  | Perrie Mans          |
| 14  | Bill Werbeniuk       |
| 15  | Warren Simpson       |
| 16  | David Taylor         |
| 17  | Jim Meadowcroft (en) |
| 18  | Marcus Owen (en)     |
| 19  | Ian Anderson         |
| 20  | Paddy Morgan (en)    |
| 21  | Bernard Bennett (en) |
| 22  | David Greaves (en)   |
| 23  | Pat Houlihan (en)    |